# Oreochromis aureus
 Oreochromis aureus és una espècie de peix de la família dels cíclids i de l'ordre dels perciformes.

## Morfologia
Els mascles poden assolir els 45,7 cm de longitud total.

## Distribució geogràfica
Es troba a la vall del riu Jordà, al riu Nil, al Txad, al riu Níger i al riu Senegal. Ha estat introduït a l'oasi d'Azraq (Jordània), als Estats Units, Sud-amèrica, Amèrica Central i sud-est d'Àsia.